# Campeonato Uruguaio de Futebol de 1914
O Campeonato Uruguaio de Futebol de 1914 consistiu em uma competição com dois turnos, no sistema de todos contra todos. Como River Plate FC e Peñarol empataram em número de pontos, foi necessária a disputa de uma final para decidir quem venceria o campeonato. Já que nos dois primeiros jogos o resultado foi de empate em 1 a 1, houve a necessidade de se jogar uma terceira partida, onde o River Plate FC venceu o Peñarol por 1 a 0 e se sagrou novamente campeão uruguaio.

## Classificação[1]
| Pos | Equipe               | Pts | J  | V | E | D  | GP | GC | SG  |
| --- | -------------------- | --- | -- | - | - | -- | -- | -- | --- |
| 1°  | River Plate FC       | 22  | 14 | 9 | 4 | 1  | 21 | 8  | 13  |
| 2°  | Peñarol              | 22  | 14 | 9 | 4 | 1  | 22 | 8  | 14  |
| 3°  | Nacional             | 21  | 14 | 8 | 5 | 1  | 26 | 11 | 15  |
| 4°  | Universal            | 14  | 14 | 6 | 2 | 6  | 27 | 24 | 3   |
| 5°  | Montevideo Wanderers | 12  | 14 | 5 | 2 | 7  | 19 | 20 | -1  |
| 6°  | Reformers            | 10  | 14 | 4 | 2 | 8  | 16 | 29 | -13 |
| 7°  | Central              | 9   | 14 | 3 | 3 | 8  | 11 | 19 | -8  |
| 8°  | Independencia        | 2   | 14 | 0 | 2 | 12 | 8  | 31 | -23 |

|  | Classificados para a final. |

Promovidos para a próxima temporada: Bristol e Defensor.

## Final

### Primeiro desempate
| 1914 | River Plate FC | 1 – 1 | Peñarol | Montevidéu |
|      |                |       |         |            |

### Segundo desempate
| 1914 | River Plate FC | 1 – 1 | Peñarol | Montevidéu |
|      |                |       |         |            |

### Terceiro desempate
| 1914 | River Plate FC | 1 – 0 | Peñarol | Montevidéu |
|      |                |       |         |            |

| Campeonato Uruguaio de 1914        |
| ---------------------------------- |
| River Plate FC Campeão (4º título) |